# 데어리 퀸
데어리 퀸(Dairy Queen, DQ)는 미국의 소프트 아이스크림 및 패스트 푸드 체인점이다. 1940년 6월 22일에 일리노이주 졸리엣에서 처음 영업을 시작하였으며, 현재 25개국에 6,400여개의 매장을 운영하고 있다. 본사는 미네소타주 블루밍턴에 위치해 있다. 대한민국에 1985년 진출하였으나 철수하였다.

## 역사
- 1940년 6월 22일: 미국 일리노이주 솔리엣에서 첫 점포가 문을 열다.
- 1958년: 빨간색 로고가 도입되다.
- 1962년: 국제 회사가 되다.
- 1985년: 대한민국에 진출하다.

## 특색 있는 상품
- 딜리 바(Dilly Bar)
- 블리자드(Blizzard)

## 진출한 국가

### 현재 점포가 운영되는 국가 또는 지역
| - 중화인민공화국 - 대만 - 바하마 - 바레인 - 브루나이 - 캄보디아 - 캐나다 - 케이맨 제도 - 마카오 - 키프로스 - 이집트 - 베트남 - 가봉 - 과테말라 | - 인도네시아 - 쿠웨이트 - 말레이시아 - 멕시코 - 오만 - 파나마 - 필리핀 - 사우디아라비아 - 싱가포르 - 태국 - 아랍에미리트 - 우크라이나 - 미국 - 괌 - 일본 - 오스트리아 - 헝가리 - 슬로베니아 - 튀르키예 - 도미니카 공화국 - 대한민국 - 소닉 드라이브인 1. 2. 3. - 위키미디어 공용에 데어리 퀸 관련 미디어 분류가 있습니다. - 데어리 퀸 - 공식 웹사이트 - 데어리 퀸 - X - 데어리 퀸 - 페이스북 - 데어리퀸 코리아 - 공식 웹사이트 - 데어리퀸 코리아 홍대점 - 공식 웹사이트 - 데어리퀸 코리아 - 인스타그램 - 데어리퀸 코리아 - 페이스북 \| \| 이 글은 음식에 관한 토막글입니다. 여러분의 지식으로 알차게 문서를 완성해 갑시다. \| |
| | 이 글은 음식에 관한 토막글입니다. 여러분의 지식으로 알차게 문서를 완성해 갑시다. |